# Sphallotrichus sericeotomentosus
Sphallotrichus sericeotomentosus là một loài bọ cánh cứng trong họ Cerambycidae.